# Shetland Museum
Shetland Museum and Archives er et museum i Lerwick på Shetlandsøerne, Skotland. Det nye Shetland Museum på Hay's Dock blev officielt åbnet den 31. maj 2007 af Sonja af Norge og hertugen og hertuginden af Rothesay (Charles og Camilla).
Den tidligere bygning var bibliotek og museum, og den blev åbnet d. 29. juni 1966 på Lower Hillhead og King Harald Street af Lord Lieutenant R. H. W. Bruce. TBygningen blev opført i 1966 af Zetland County Council og blev delt med Shetland Library.